# Azadegan (gisement)
 (juillet 2020).
Si vous disposez d'ouvrages ou d'articles de référence ou si vous connaissez des sites web de qualité traitant du thème abordé ici, merci de compléter l'article en donnant les références utiles à sa vérifiabilité et en les liant à la section « Notes et références ».
Azadegan, situé en Iran, est un vaste gisement pétrolier découvert en 1999. C'est l'un des cinq principaux gisements du pays, avec Ahvaz, Marun, Aghadhari, et Gatchsaran - tous situés dans le Khouzistan. 
Le prospect était connu depuis longtemps et n'avait pas été foré, d'une part parce qu'il se situait à quelques kilomètres seulement de la frontière irakienne, et d'autre part parce que l'Iran, avec sa production limitée par les quotas de l'OPEP, n'avait guère besoin de nouveaux gisements. Les vieux gisements ayant sévèrement déclinés, cette situation a changé. 

## Réserves
Les réserves d'Azadegan furent initialement évaluées à 26 Gbbl dans les premiers communiqués iraniens, chiffre qui ferait de ce gisement l'un des plus grands du monde. Néanmoins, les informations complémentaires diffusées par la suite montrèrent que ce chiffre se référait à la quantité de pétrole présente dans le gisement, et non à la fraction récupérable, qui se situerait entre 3 et 7 Gbbl. Le taux de récupération attendu semble donc plutôt bas (de 10 à 30 %), ce qui s'expliquerait par la complexité géologique du gisement. Celui-ci se diviserait d'ailleurs en deux réservoirs, dont l'un contiendrait du pétrole lourd. 
L'estimation haute des premiers communiqués s'expliquerait par les motivations politiques de l'Iran pour un effet d'annonce. Même avec 3 Gbbl, Azadegan reste l'un des plus grands gisements découvert depuis 20 ans. 

## Exploitation
La partie sud du gisement est attribuée en 2004 à la compagnie pétrolière semi-publique japonaise Inpex, qui devait en avoir la maîtrise d'œuvre et une participation de 75 %. La crise liée au programme nucléaire iranien a remis en cause les accords signés. La part japonaise est réduite à 10 % en 2006, et le gisement serait développé par des entreprises iraniennes. La production serait de 120 kbbl/j dans un premier temps, pour être ensuite accrue jusqu'à 400 kbbl/j. 
Le développement de l'exploitation de la partie nord du gisement a été attribuée en janvier 2009 à la compagnie chinoise CNPC, mais le contrat a été annulé en 2014 faute d'avancement.
En mars 2016, Total signe un accord avec l'Iran pour développer la partie sud du gisement.